# Вобік (Вісконсин)
Вобік (англ. Waubeek) — місто (англ. town) в США, в окрузі Пепін штату Вісконсин. Населення — 423 особи (2010).

## Демографія
Згідно з переписом 2010 року, у місті мешкали 423 особи в 149 домогосподарствах у складі 121 родини. Було 154 помешкання
Расовий склад населення:
| - 99,1 % — білих - 0,2 % — азіатів |

До двох чи більше рас належало 0,5 %. Частка іспаномовних становила 0,5 % від усіх жителів.
За віковим діапазоном населення розподілялося таким чином: 30,0 % — особи молодші 18 років, 57,2 % — особи у віці 18—64 років, 12,8 % — особи у віці 65 років та старші. Медіана віку мешканця становила 40,5 року. На 100 осіб жіночої статі у місті припадало 118,0 чоловіків;  на 100 жінок у віці від 18 років та старших — 105,6 чоловіків також старших 18 років.
Середній дохід на одне домашнє господарство  становив 77 515 доларів США (медіана — 70 313), а середній дохід на одну сім'ю — 85 098 доларів (медіана — 75 833). Медіана доходів становила 51 250 доларів для чоловіків та 34 583 долари для жінок. За межею бідності перебувало 9,3 % осіб, у тому числі 1,2 % дітей у віці до 18 років та 21,6 % осіб у віці 65 років та старших.
Цивільне працевлаштоване населення становило 214 осіб. Основні галузі зайнятості: освіта, охорона здоров'я та соціальна допомога — 22,0 %, виробництво — 15,0 %, роздрібна торгівля — 11,2 %, транспорт — 9,8 %.